# حضار (بعدان)

تعديل مصدري - تعديل

حضار محلة تابعة لقرية سعوان، التابعة لعزلة دلال بمديرية بعدان إحدى مديريات محافظة إب في الجمهورية اليمنية، بلغ تعداد سكانها 29 حسب تعداد اليمن لعام 2004.